# 低温物理学
低溫物理學 （英語：Cryogenics），又稱低溫學，是物理學的一個分支，主要研究物質在低溫狀況下的物理性質的科學，有時也包括低溫下獲得的生成物和它的測量技術。在低溫物理學中的低溫定義為 -153°C（ -243°F，即120 K）以下的溫度。
19世紀，英國物理學家法拉第在一次實驗中偶然液化了氯氣，他由此認為一切氣體在低溫高壓的情況下都可以被液化。到了1840年代，法拉第本人已經成功液化了當時大多數的已知氣體，只有氧氣、氮氣、氫氣、一氧化碳、二氧化氮及甲烷六種氣體無法液化，而且創出當時的最低溫度（ -110°C, 163K）。隨後，低溫設備不斷被改良，逐級降溫和定壓氣體膨脹方法開始廣泛應用。1898年英國物理學家杜瓦成功液化氫氣，標誌著這六種氣體都能夠被液化。1895年，英國化學家從礦石中分離出更難液化的氣體——氦氣。直至1908年，才成功被荷蘭萊頓大學的物理學家海克·卡末林·昂內斯液化，同時令低溫記錄創下新低（ -269°C, 4K）。之後，昂內斯獲得1913年的諾貝爾物理學獎。
1911年，昂內斯意外發現以（ -268.8°C, 4.2K）的液氦冷卻汞時，電阻突然驟降到接近零歐姆（0Ω），此現象即為超導現象。隨後，他又發現在低溫下鉛、錫也和汞一樣具有相似的超導特性。超導效應的發展前景可觀，如果能使超導材料在室溫下應用，將能大大提高輸電的效能，延長材料使用的壽命，降低熱損耗。近年，物理學家正不斷尋找超導轉變溫度（Tc）更高的超導材料。目前，高溫超導體已經成為凝聚態物理學中最熱門的研究領域。

## 定義與差別

### 低溫物理學
低溫物理學是研究如何有效率製造低溫環境，並研究物質於低溫狀態下的變化，例如，粒子震動的變化。此外，低溫物理學常用絕對溫度（K）及蘭金溫標（°R）為溫度標準，很少會使用攝氏（°C）及華氏（°F）。

### 低溫生物學
低溫生物學是生物學的分支之一，主要研究生物器官在低溫下的狀態及影響。低溫生物學最熱門的研究為低溫繁殖技術。

### 人體冷藏學
人體冷藏學是一項尚未成熟的技術，目的是要冷卻人體或動物，並希望能在未來使其復活。人體冷藏學與低溫生物學不同，現時並沒有一個實際而成功的例子。部份人對其可行性有所懷疑，其中有不少是科學家及醫生。而且，人體冷藏學還需要面對其相關學科的應用，如低温物理學、低溫生物學、流變學、醫學等等，令其實現增添難度。

## 低溫標準
低溫物理學的英語(Cryogenics)源自希腊语，字面意思是“the production of icy cold”，即“冰凍的產物”，又可解作“在低溫狀態”的類義字。但是，仍沒有為低溫定下標準，因而沒有說明需要製冷至幾度才是低溫物理學的範疇。美国国家标准技术研究所（NIST, National Institute of Standards and Technology）指出，一般而言溫度必須低於 -153°C，即120 K，才併入低溫學範疇。這溫度易於區隔常用冷媒與液氧、液氮等。

## 工業應用
工業應用上製造液化氣體，如液態氮及液態氦，其中也會使用到低溫物理學的技術。